# NGC 459
NGC 459 este o galaxie spirală situată în constelația Peștii. A fost descoperită în 15 octombrie 1784 de către William Herschel.